# Berndt Carlsson
Berndt Gunnar Carlsson (7 de abril de 1907 — 30 de junho de 1991) foi um ciclista sueco. Competiu como representante de seu país, Suécia, em duas provas de ciclismo de estrada nos Jogos Olímpicos de Verão de 1936, disputadas na cidade de Berlim.